# Paapsmijten
Paapsmijten of paapke smijten is een spel dat veel wordt gespeeld in de Kempen. Het wordt gespeeld met 2 teams van 4 personen. Het kan gespeeld worden als een toernooi. 

## Spelregels

### Materiaal
De paap is een houten cilinder van 8 cm hoog waarop 8 centen worden geplaatst. De deelnemers moeten 8 meter van de paap gaan staan. Elke deelnemer krijgt zijn eigen loden schijf (is 15 mm dik, heeft 8 cm doorsnede, weegt 800 gram) met een uniek nummer op.

### Doel van het spel
De bedoeling van het spel is om zo veel mogelijk centen te verzamelen. Dit kan door de paap omver te gooien en ervoor zorgen dat de schijven van de teamleden zo dicht mogelijk bij de centen liggen. Als de centen dichter bij de paap liggen dan bij een schijf moet er nog een rondje gegooid worden. De centen mogen ook niet de paap raken anders moet er nog een rondje gespeeld worden.

### Verloop van het spel
Elk team mag om de beurt gooien. Als iedereen voor de eerste keer heeft gegooid dan is het eerste rondje voorbij. Tijdens het eerste rondje moet iedereen achter de lijn blijven staan. Als het rondje voorbij is mogen de werpers gaan kijken hoe hun worp was. Daarna begint het volgende rondje. De eerste moet zijn schijf oprapen en opnieuw gooien. Zo gaat het door tot de paap is geraakt. Zodra de paap geraakt is mag er geld geraapt worden. De centen die het dichtste bij een schijf liggen mogen samen met de schijf worden opgeraapt. Het spel gaat verder totdat alle centen zijn opgeraapt.
Er worden 8 rondjes gespeeld dus in totaal zijn er 64 centen of punten te winnen per spel.